# Dario Antoniozzi
Dario Antoniozzi (Rieti, Lacio, 11 de diciembre de 1923-Cosenza, Calabria, 25 de diciembre de 2019) fue un político italiano militante del partido Demócrata cristiano. Fue eurodiputado desde 1979 hasta 1989.

## Biografía
Nacido en Rieti, pero creció en Cosenza, donde su padre Florindo se había mudado por razones comerciales (durante años fue gerente general de Cassa di Risparmio di Calabria y Lucania). Elegido por primera vez en la Cámara en 1953 (XX distrito de Calabria), mantuvo su escaño hasta 1980.
Fue subsecretario político de la Democracia Cristiana (DC) y líder del partido en Calabria durante mucho tiempo, fue subsecretario y ministro durante unos veinte años, en el departamento de turismo y entretenimiento con el tercer mandato de Andreotti como presidente del consejo, para el patrimonio cultural y ambiental en el cuarto gobierno de Andreotti, patrimonio cultural e investigación científica en el gobierno de V Andreotti, y pasar mucho tiempo en el Ministerio de Agricultura.
Miembro del Parlamento Europeo desde su creación, en 1979 logró un excelente éxito personal en la primera elección directa de la Asamblea de Estrasburgo. Fue entonces ministro de Patrimonio Cultural, pero renunció a dedicarse a Europa. También quería abandonar el asiento en Montecitorio inmediatamente, pero la fiesta le pidió que esperara.
En 1980 renunció. En las elecciones europeas posteriores (1984) fue reelegido. Fue miembro de la Comisión de Relaciones Económicas Exteriores, la Comisión de Control Presupuestario, la Comisión de Asuntos Institucionales, la Delegación para las Relaciones con Canadá, la Delegación para las Relaciones con Noruega, la Delegación para las Relaciones con La República Popular de China.
Se unió al grupo parlamentario del Partido Popular Europeo (PPE): los cristiano demócratas europeos en las elecciones europeas posteriores, debilitado por las luchas internas dentro de la DC y por la aversión explícita de Riccardo Misasi (conocido político calabrés cerca de Ciriaco De Mita y la izquierda «básica» de la DC), no fue reelegido y, por lo tanto, se retiró de la vida política. activo, continuando celebrando conferencias de alto nivel, en todo el mundo, sobre Europa y el significado de esta elección, habiendo sido, entre otras cosas, uno de los principales defensores desde el principio.
Todavía está llamado a las principales instituciones de los países europeos y del mundo, como orador sobre los principales problemas de Europa, también representando al PPE, del cual fue uno de los fundadores. Su hijo Alfredo, después de una experiencia consolidada en la Democracia Cristiana de la Capital, obteniendo excelentes éxitos electorales en una región diferente de donde había operado su padre, se unió a Forza Italia y fue elegido al Parlamento Europeo en varias ocasiones.
Falleció el 25 de diciembre de 2019 en Cosenza.

## Distinciones
| Medalla                              | Año                   |
| ------------------------------------ | --------------------- |
| Mérito a la cultura y arte de Italia | 30 de octubre de 1980 |